# Miss Penitenciária
Miss Penitenciária é como são geralmente denominados os concursos de beleza realizados em presídios de várias partes do Brasil, os quais têm como objetivo promover a ressocialização, o bem-estar e a autoestima das detentas durante o período de reclusão. Até meados de 2014, o concurso já era realizado em metade dos estados brasileiros pelas Secretarias de Segurança Pública regionais.
O mesmo tipo de concurso é também realizado em outros países da América Latina, Ásia e África.

## Miss Penitenciária pelo Brasil

### Ceará
Em 2012, uma cearense de vinte anos foi eleita a primeira Miss Penitenciária do sistema prisional estadual do Ceará. Desde então, o evento é realizado anualmente no Instituto Penal Feminino Auri Moura Costa, em Aquiraz, Região Metropolitana de Fortaleza.

### Distrito Federal
De acordo com a administração do Presídio Feminino de Brasília, a vencedora desse concurso tem necessariamente o perfil médio da maioria das 560 internas, as quais têm entre 18 e 25 anos. Os crimes mais recorrentes entre as detentas são os relacionados ao tráfico de drogas.
Criterioso, o concurso conta com um corpo de júri que pode incluir políticos, Misses e produtores de moda. A fase preparatória inclui aulas de boas maneiras e passarela, acompanhamento psicológico e advogada para tratar do processo de cada participante. A premiação em dinheiro fica em depósito bancário e só é recebida após a vencedora cumprir toda a pena.

### Maranhão
Em 2009, ocorreu no Centro de Reeducação e Inclusão Social de Mulheres Apenadas do Maranhão (Crisma) o I Concurso Miss Crisma 2009, promovido pela Secretaria de Estado de Justiça e de Administração Penitenciária (Sejap). Anualmente, o júri do evento é formado por autoridades, empresários locais, além de representantes de grupos culturais da capital.
Antes do concurso, as apenadas recebem aulas de etiqueta, passarela e maquiagem. A primeira colocada de 2012 recebeu uma televisão de plasma, a segunda um aparelho DVD e a terceira um microssystem. Em 2012 havia 134 reeducandas no estado, treze das quais concorreram no evento.

### Mato Grosso do Sul
O Miss Penitenciária do estado é realizado há onze anos na unidade penal de Campo Grande e nos cinco demais presídios do estado. Como um concurso de Misse convencional, cada unidade prisional escolhe a sua representante, que vai para a disputa estadual.
A produção de beleza (cabelo e maquiagem) é feita por profissionais, enquanto a decoração do presídio para o evento também é trabalho de especialistas, com ajuda das detentas.

### Minas Gerais
Em 10 de dezembro de 2013 foi realizado o primeiro concurso Miss Penitenciária de Minas Gerais, o qual teve lugar no Complexo Penitenciário Feminino Estevão Pinto, em Belo Horizonte. O júri foi composto de personalidades da sociedade mineira, o que incluiu a Miss Minas Gerais 2013, Janaina Barcelos.

### Paraná
Em 22 de março de 2013, por iniciativa do Conselho da Comunidade na Execução Penal do Paraná foi eleita a Miss Centro de Reintegração Feminino (Cresf) de Foz do Iguaçu, no oeste do Paraná. A unidade, que disponibiliza curso profissionalizante (corte e costura) para as detentas, teve essa iniciativa para fomentar a valorização da mulher detenta.

### Paraíba
Em março de 2014, as detentas do sistema prisional de João Pessoa, Paraíba, realizaram uma etapa eliminatória do primeiro concurso Miss Reeducanda Paraíba. Ao todo, vinte e oito candidatas participaram da etapa na Penitenciária de Recuperação Feminina Maria Júlia Maranhão. O objetivo é aprimorar a interação humana como forma de desenvolvimento da ressocialização. Em março de 2014, a Paraíba contava com 670 reeducandas.
Ao final, com doze participantes classificadas em etapas regionais de vários presídios do estado, a cerimônia contou com a presença de personalidades locais, entre elas a Miss Paraíba 2013, Patrícia dos Anjos, e a primeira-dama do estado, Pâmela Bório.

### Pernambuco
Em 25 de março de 2011, foi realizado o primeiro Miss Penitenciária do estado, evento que foi organizado pela Secretaria de Desenvolvimento Social e Direitos Humanos (Sedsdh), por meio da Secretaria Executiva de Ressocialização (Seres). Além da premiação para primeiro lugar (mil reais depositados e usufruíveis quando do término da pena), houve premiações para segundo e terceiro lugares, além de «Miss Simpatia».
O sistema penitenciário pernambucano detinha em março de 2011 uma população carcerária feminina de 1.516 mulheres, sob os regimes fechado e semiaberto. As finalistas desse concurso são selecionadas por uma comissão julgadora após a avaliação de critérios como bom comportamento, testes de conhecimento e beleza.

### Rio de Janeiro
No Rio de Janeiro, por vários anos desde 2004, acontece o concurso Garota Talavera Bruce («Garota TB») no Presídio Feminino Talavera Bruce. O concurso é promovido pela Secretaria de Administração Penitenciária do estado e teve por anos Jorgina de Freitas — condenada por fraudar o INSS em milhões — como uma das organizadoras.
A primeira madrinha do concurso foi a socialite carioca Vera Loyola.

### Rondônia
Em novembro de 2012, foi realizado pela quinta vez o Miss Penitenciária de Rondônia, o qual teve como objetivo premiar as presas pela beleza, expressão corporal, desenvoltura e simpatia. Estas desfilaram com trajes do tipo esporte (short e camiseta) e vestido de festa. As vencedoras do primeiro ao quinto lugar ganharam cursos profissionalizantes (corte e costura, cabeleireiro etc.), os quais foram ministrados por instituições, como o Senac.

### São Paulo
Em novembro de 2004, foi realizado na Penitenciária Feminina do Butantã o primeiro concurso de beleza de um presídio de São Paulo, que foi promovido pela Secretaria Estadual de Administração Penitenciária e que teve como vencedora uma traficante com pena de pouco mais de quatro anos. A população carcerária feminina do estado nesse ano girava em torno de 3.660 mulheres. Destas, quatrocentas participaram do concurso, mas apenas quarenta foram finalistas das quatro categorias: beleza, simpatia, prosa e poesia.
Nas mais de seis horas de festa houve como atração musical o cantor Fábio Jr, e entre os convidados do corpo de jurados estava o apresentador Raul Gil.

## Detentas estrangeiras
Não é incomum em concursos de Misse em presídios a eleição de estrangeiras no primeiro lugar. No primeiro concurso do Presídio Feminino Talavera Bruce, no Rio de Janeiro, em 2004, vencedora foi a portuguesa Elizabeth Sardinha, que após a vitória passou a receber treze cartas por dia, algumas até com proposta de casamento.
Em novembro de 2005 uma angolana de 1,79 metro de altura e medidas de modelo foi eleita «Miss Presídio». O concurso, realizado na penitenciária feminina de São Paulo, contou com setecentas reclusas e trezentos convidados, entre os quais muitos jornalistas. O júri foi formado por personalidades da sociedade brasileira, e as candidatas desfilaram de vestido longo, salto-alto e maquiagem, contrastando com a roupa amarela masculinizada que usam obrigatoriamente na prisão. Enquanto o desfile decorria, cerca de vinte detentas evangélicas quase conseguiram abafar o som da música com gritos e rezas, pedindo perdão pelas companheiras «pecadoras», que, segundo elas, exibiam os seus corpos no palco «por submissão ao demônio».
Na versão de 2013 do Miss Penitenciária Ceará, a  holandesa Shira Hienkens, de 23 anos, foi a vencedora em uma das categorias.